# 国家公務員制度改革基本法
国家公務員制度改革基本法（こっかこうむいんせいどかいかくきほんほう、平成20年6月13日法律第68号）は、国家公務員制度改革の基本理念や基本方針を定め、これを総合的に推進することに関する日本の法律である。通称公務員改革法。
第169通常国会において成立した。

## 概要
- 平成20年4月4日　福田康夫内閣、衆議院に提出
- 平成20年5月9日　衆議院内閣委員会に付託
- 平成20年5月28日　民主党との修正協議の結果、委員会通過
- 平成20年5月29日　本会議可決、通過
- 平成20年5月29日　参議院に送付
- 平成20年5月30日　参議院内閣委員会に付託
- 平成20年6月5日　委員会通過
- 平成20年6月6日　本会議可決、成立
- 平成20年6月13日　同法公布
- 平成25年7月10日　国家公務員制度改革推進本部の設置期限[2]

7月11日 「行政改革推進本部国家公務員制度改革事務局」設置
公務員改革法案は08年中に公務員の再就職を一元管理する「官民人材交流センター」を内閣府に設け、公務員にも能力・実績主義を導入し、設置後3年以内に各省庁による天下りのあっせんも全面禁止するというものであったが、この官民人材交流センターについて野党からは、公務員専用の天下りバンク、官僚専用の「特製ハローワーク」であるとして批判、反対があった。
公務員労働組合（全日本自治団体労働組合、日本教職員組合、日本国家公務員労働組合連合会など）は、公務員改革法案に対しては、ILOの勧告により検討すべき事項である労働基本権問題には全く触れていないうえ、人事管理のあり方と再就職規制問題を一方的に強化し、さらには能力・実績主義を押し付ける内容だとして反対を表明していた。また、天下り規制に関しては、それに反対する官僚や自民党内からも激しい反対にあった。